# Крик дельфіна
«Кри́к дельфі́на» (рос. «Крик дельфина») — радянський російський фантастичний художній фільм режисера Олексія Салтикова, знятий на кіностудії «Мосфільм» 1986 за книгою Миколи Черкашина «Тайна „Архелона“» («Крик дельфіна»). Прем'єра фільму відбулася у квітні 1987.
У зйомках фільму брали участь моряки Північного і Чорноморського флотів СССР.

## Сюжет
Екіпаж новітнього американського стратегічного атомного ракетоносця «Архелон» був уражений невідомим вірусом. Командування повинне ухвалити рішення про зняття субмарини з бойового чергування і перенаправлення людей на карантин. Причиною захворювання стала розгерметизація одного з бойових зарядів. Способів лікування немає і екіпажу було наполегливо рекомендовано залишатися на своєму посту до того часу, коли буде знайдено протиотруту.
Корабельний психолог вимушений констатувати той факт, що моряки переповнені ледве стримуваною невмотивованою агресією. Капітанові з кожним днем стає все важче зберігати хоч би видимість порядку. Він не витримує тривалих тортур цією дивною хворобою, імітує загибель човна і віддає наказ топити зустрічні судна, що проходять, заздалегідь посилаючи до них на борт абордажні команді.
Фільм має ознаки традиційної антиамериканської пропаганди Московії, яка замаскована під фантастичний сюжет [джерело?]. 

## У ролях
- Івар Калниньш — Рейфлінт
- Донатас Баніоніс — Бар-Маттай
- Армен Джигарханян — стюард
- Юрій Васильєв — О'Грегорі
- Паул Буткевич — Рооп
- Тетяна Паркіна — Ніка
- Надія Бутирцева — Магда
- Ростислав Янковський — міністр
- Вілніс Бекеріс — доктор
- Володимир Шубарін — Барні
- Ромуалдс Анцанс — Еппель
- Володимир Епископосян — Сем
- Вітаутас Томкус — великий військовий чин
- Віталій Яковлєв — підводник
- Андрій Подош'ян — Джек
- Сергій Рошинец — штурман
- До. Митаішвілі — Флеггі
- І. Погодіна — Катаріна
- М. Толпіго — альтист

## Знімальна група
- Автор сценарію : Микола Черкашин
- Режисер-постановник: Олексій Салтиков
- Оператор-постановник: Олександр Рябов
- Композитор: Георгій Гаранян
- Художник-постановник: Стален Волков
- Звукооператор: Володимир Шарун
- Режисер: С. Тарасов
- Оператор: І. Юмашев
- Художник-гример: З. Єгорова
- Монтаж: С. Гуральска
- Редактор: Н. Глаголева
- Музичний редактор: А. Лаписов
- Консультант: Н. І. Смирнов
- Директор: Тамара Харитонова